# Лавальеха, Хуан Антонио
Хуан Антонио Лавальеха-и-де ла Торре (исп. Juan Antonio Lavalleja y de la Torre; 24 июня 1784, Минас — 22 октября 1853, Монтевидео, Уругвай) — уругвайский военный и политический деятель, бригадный генерал, участник освободительного движения против испанцев в Южной Америке и один из руководителей борьбы за освобождение Уругвая из-под власти Бразилии.

## Биография
Родился на территории Восточной полосы в вице-королевстве Рио-де-ла-Плата, в городе Вилла-де-ла-Консепсьон-де-лас-Минас, в семье Мануэля Переса де ла Вальехи, уроженца арагонского города Уэска, и Рамоны-Юстины де ла Торре. За Хуаном Антонио закрепилась сокращённая форма отцовской фамилии: Лавальеха.

### Начало борьбы за независимость
В 1811 году, с началом войны за независимость, присоединился к революционной группе, которую возглавлял Хосе Хервасио Артигас. Участвовал в битве при Лас-Пьедрас, где он получил звание лейтенанта. Также принимал участие в первой и во второй осадах Монтевидео.

### Борьба против бразильско-португальского вторжения
В 1816 году, когда португальские войска вошли на территорию Восточной провинции, Лавльеха командовал войсками, противостоящими вторжению. В 1817 году женился на Анне Монтерросо, близкой родственнице Артигаса. 3 апреля 1818 года в битве у реки Валентин в департаменте Сальто войска Восточной провинции были разбиты, Лавальеха был взят в плен португальцами и отправлен в заключение на остров Лас-Кобрас, в бухте Рио-де-Жанейро.
В 1821 году ему было разрешено вернуться в Монтевидео, и он поступил на службу в драгуны в местные пробразильские войска, возглавляемые Фруктуосо Риверой.
Когда Бразильская империя провозгласила независимость от Португалии, то Ривера последовал за Лекором, поддержавшим Педру I и решившим изгнать португальские войска из Монтевидео. В ноябре 1823 года португальские войска сдали Монтевидео Лекору, который провозгласил его присоединение к провинции Сисплатина Бразильской империи. В 1823 году Лавальеха перебрался в Буэнос-Айрес, после чего власти Бразильской империи объявили его предателем и конфисковали всё его имущество.

### Тридцать три «Ориенталес»
На рассвете 19 апреля 1825 года, группа из тридцати трех патриотов во главе с Лавальехой высадилась на территории Восточной провинции. Подняв флаг из трех горизонтальных полос синего, белого и красного цветов, на котором было начертано «Свобода или смерть!», Тридцать три Ориенталес поклялись освободить Родину или погибнуть.
После создания Временного правительства Восточной провинции, 14 июня Лавальеха был назначен бригадным генералом и главнокомандующим войсками Восточной провинции. В октябре 1825 года в битве у Саранди войска под командованием Лавальехи нанесли поражение бразильской армии.

### Последующие действия
Победы Лавальехи и Риверы привлекли внимание Буэнос-Айреса, и в декабре Конгресс Соединённых провинций провозгласил возвращение Восточной провинции в состав страны. В ответ 10 декабря Бразилия объявила войну Соединённым провинциям. 1 января 1826 года Соединённые провинции объявили войну Бразильской империи, и началась Аргентино-бразильская война.
Чтобы убрать Лавальеху из политики, он был направлен с Республиканской армией в бразильскую провинцию Риу-Гранди-ду-Сул. Там он 20 февраля 1827 года одержал победу в битве при Итусаинго. Разногласия с главнокомандующим Карлосом Марией де Альвеаром привели к разделению командования, и в июле 1827 года Лавальеха сам стал главнокомандующим, получив практически диктаторские полномочия на территории Восточной полосы. 12 октября 1827 года он распустил Конгресс и сместил Суареса с поста губернатора.
В соответствии с предварительной мирной конвенцией 1828 года бывшая Сисплатина стала Восточной республикой Уругвай. Полномочия Лавальехи были переданы генералу Хосе Рондо, возглавившему временное переходное правительство. В 1830 году состоялись первые официальные выборы президента Уругвая, на которых Лавальеха потерпел поражение от Хосе Фруктуосо Риверы.
В июле 1832 года Лавальеха попытался поднять восстание и атаковал Дурасно, где обычно жил Ривера, но это восстание было быстро подавлено, и Лавальехе пришлось бежать в Бразилию. В марте 1834 года Лавальеха при помощи Хуана Мануэля де Росаса высадился в районе Колонии-дель-Сакраменто и прошёл через всю страну, пытаясь поднять людей, после чего был изгнан на другом конце страны через реку Куараи.
В 1835 году новым президентом Уругвая стал Мануэль Орибе. Росас поддерживал Лавальеху и против Орибе, однако когда в 1836 году Ривера восстал против Орибе, то Лавальеха предложил свои услуги Орибе против своего старого врага Риверы, высадившись 1 августа 1836 года в Колонии-дель-Сакраменто с сотней человек. Ему было возвращено звание, которое он имел в национальной армии, и вместе с Игнасио Орибе он 19 сентября 1836 года одержал победу в битве при Карпентерии. Однако 15 июня 1838 года он потерпел поражение в битве при Пальмаре. После того, как в октябре 1838 года Мануэль Орибе сложил с себя президентские полномочия, Лавальеха отправился в Буэнос-Айрес, и пошёл на службу к Росасу.
В 1839 году Лавальеха вторгся в Уругвай в составе войск губернатора провинции Энтре-Риос Паскуаля Эчагуэ и 29 декабря 1839 года потерпел поражение в сражении на Каганче. В 1840 году он повторил попытку, и был разгромлен при Дон-Кристобале.
Долгий период гражданской войны Лавальеха провёл в Серрито, в лагере вернувшегося в Уругвай Мануэля Орибе. После капитуляции армии Орибе в 1851 году он был отправлен в отставку из армии в звании бригадного генерала.
25 сентября 1853 года президент Хуан Франсиско Хиро был свергнут в результате военного переворота, осуществлённого Венансио Флоресом. Флорес назначил для управления страной триумвират из себя, Риверы и Лавальехи (оба последних находились в изгнании), но Лавальеха скончался прежде, чем смог занять должность.
27 декабря 1927 года именем Хуана Антонио Лавальехи был назван департамент, в административном центре которого он родился.